# Franciszek Gągor

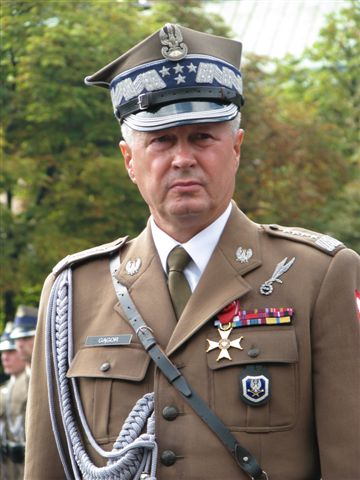
Franciszek Gągor i Warszawa 15 augusti 2008

Franciszek Gągor, född 8 september 1951 i Koniuszowa nära Nowy Sącz, död 10 april 2010 i Smolensk, var en polsk militär. Han var överbefälhavare i egenskap av generalstabschef i Polens militär från 2006 fram till sin död 2010.
Franciszek Gągor studerade engelska vid universitetet i Poznań och avlade sin doktorsexamen i krigsvetenskap vid försvarshögskolan i Warszawa.
Gągor befordrades 1997 till brigadgeneral. Han tillträdde den 27 februari 2006 som generalstabschef och befordrades kort därefter till general.
Den 10 april 2010 omkom Gągor i en flygolycka strax utanför den ryska staden Smolensk.